# 70%-夕暮れのうた
「70%-夕暮れのうた」（ななじゅうパーセントゆうぐれのうた）は、日本の女性ミュージシャン、CHARAの19枚目のシングル。1999年2月24日にエピックレコードジャパンから発売された。

## 概要
- 前作「光と私」から約4ヶ月ぶりのリリースで、6枚目のスタジオアルバム『Strange Fruits』からの先行シングルとして発売された。また、CHARAにとって最後の8cmシングルとなった。
- 渡辺善太郎プロデュースによるシングルは、「あたしなんで抱きしめたいんだろう?」「やさしい気持ち」に続き3作目となっている。2001年、渡辺はこの曲をセルフカバーし、ソロ・プロジェクトatamiのファーストアルバムに収録され、自身がボーカルを担当している。

## チャート成績
オリコンウィークリーチャートで初登場36位を記録された。チャート登場回数は3回、累計21,630枚のセールスを記録した。

## 収録曲
| 全作詞: CHARA。 |                                |           |                   |            |      |
| #               | タイトル                       | 作詞      | 作曲              | 編曲       | 時間 |
| 1.              | 「70%-夕暮れのうた」           | CHARA     | CHARA、渡辺善太郎 | 渡辺善太郎 | 4:12 |
| 2.              | 「小さな手のひら」(1998.10.22) | CHARA     | CHARA             |            | 3:49 |
| 合計時間:       | 合計時間:                      | 合計時間: | 合計時間:         | 8:01       |      |

| 全作詞: CHARA（B1を除く）、浅野忠信（B1）。 |                                        |                                     |                   |                                   |
| #                                           | タイトル                               | 作詞                                | 作曲              | 編曲                              |
| A1.                                         | 「70%-夕暮れのうた」(Original Version) | CHARA                               | CHARA、渡辺善太郎 | 渡辺善太郎                        |
| A2.                                         | 「70%-夕暮れのうた」(Instrumental)     | CHARA（B1を除く）、 浅野忠信 （B1） | CHARA、渡辺善太郎 |                                   |
| A3.                                         | 「70%-夕暮れのうた」(DJ Hasebe re-mix) | CHARA（B1を除く）、 浅野忠信 （B1） | CHARA、渡辺善太郎 | DJ HASEBE                         |
| B1.                                         | 「あふれている」                       | CHARA（B1を除く）、 浅野忠信 （B1） | 浅野忠信          | 名越由貴夫、Kenji Sato、ASA-CHANG |
| B2.                                         | 「つたわって」(Ambience re-mix)        | CHARA（B1を除く）、 浅野忠信 （B1） | CHARA             | Aurora Band                       |
| B3.                                         | 「つたわって」(Dub mix)                | CHARA（B1を除く）、 浅野忠信 （B1） | CHARA             | 渡部高士                          |

## 参加ミュージシャン
| 70%-夕暮れのうた - Produced by Zentaro Watanabe - All Instruments & Programming：Zentaro Watanabe - Strings：Kinbara Chieko Quartet - Recording：Yoshikazu Sasahara - Mixing：Shojiro Watanabe あふれている - Vocals：Tadanobu Asano, Chara - Guitar：Yukio Nagoshi - Bass：Kenji Sato - Drums & Percussion：ASA-CHANG - Recording & Mixing：Masao Tezuka | つたわって [Ambience re-mix] - Remixed by Takashi Watanabe - Guitar：Yukio Nagoshi - Bass：Tomoyuki Ishikawa - Keyboard：Shinichi Igarashi - Drums & Percussion：ASA-CHANG - Recording：Masao Tezuka, Yoshikazu Sasahara つたわって [Dub mix] - Remixed by Takashi Watanabe |